# Коралвилл (Айова)
Коралвилл (англ. Coralville) — город в округе Джонсон в Айове в Соединённых Штатах Америки. Река Айова протекает вдоль восточной окраины Коралвилла и образует часть границы с административным центром округа городом Айова-Сити. 
В начале нового тысячелетия население города плавно росло; оно составляло 18 907  человек по данным переписи населения США 2020 года, показав 23-й результат среди городов штата по числу жителей.

## История
По данным Бюро переписи населения США, общая площадь города составляет 12,05 квадратных миль (31,21 км2), из которых 12,01 квадратных миль (31,11 км2) приходится на сушу и 0,04 квадратных мили (0,10 км2) — на водную поверхность.